# Leopold (Schiff, 1840)
Die Leopold war ein Glattdeckdampfer der badischen Dampfschiffahrtsgesellschaft für den Bodensee und Rhein, der von 1840 bis 1905 auf dem Bodensee verkehrte.

## Geschichte
Ihre Vorgängerin, die Leopold, war nur acht Jahre in Betrieb gewesen, dann war der Rumpf aus Eichenholz verbraucht und das Schiff musste 1840 abgebrochen werden. Deshalb bestand der Schiffsrumpf der neuen Leopold aus Eisen und er war vier Meter länger. Der Raddampfer wurde von der erfahrenen Zürcher Firma Escher, Wyss & Cie. in der Konstanzer Werft gebaut und war so robust, dass er 65 Jahre harten Einsatz überstand.
Die Leopold war am Bodensee sehr populär, obwohl sie den maximal 350 Passagieren wenig Komfort bot. Bei schlechtem Wetter fanden nur etwa 100 von ihnen in den engen Kajüten der ersten Klasse achtern und der zweiten Klasse im Vorschiff Platz. Das Schiff war, wie bis in die 1870er Jahre üblich, mehr für den Transport von Gütern als von Personen ausgelegt und wurde auf dem Obersee und Überlinger See eingesetzt. Dabei kam es auch mehrfach zu Havarien.
Wegen der geringen Geschwindigkeit wurde sie gegen Ende des 19. Jahrhunderts nur noch zum Schleppen von Lastkähnen nach Lindau und Bregenz eingesetzt und diente die letzten Betriebsjahre als Reserveschiff. 1905 wurde sie als letzter badischer Glattdecker ausgemustert und von einem Uttwiler Schrotthändler abgebrochen.

## Technik
In den frühen Jahren war der Seitenraddampfer zusätzlich ausgerüstet mit einem Fockmast mit Rah und zwei Ladebäumen für die Be- und Entladung außerhalb von Häfen. Der Großmast achtern hatte eine Takelage für ein Gaffelsegel. 1860 wurde die alte 40-PS-Dampfmaschine gegen eine 120 PS leistende Zweizylinder-Oszilliermaschine ausgetauscht, die 1870 einen Flammkessel mit Umkehrkammer für Kohlen- statt Holzfeuerung erhielt. Die Geschwindigkeit erhöhte sich dadurch von 13 auf immer noch geringe 18 km/h.